# Операция «Радецкий»
Операция «Радецкий» (нем. Operation Radetzky) — операция австрийского движения Сопротивления в Вене в апреле 1945 года с целью сдачи города советским войскам и вывода из города немецких войск. 
Инициаторами организации стали несколько австрийских офицеров вермахта, которые узнали о планах гитлеровцев разрушить Вену, чтобы замедлить продвижение советских частей и нанести им максимальный ущерб. Операция завершилась неудачей: заговор был раскрыт, и часть его сторонников была казнена, но вместе с тем участникам удалось предотвратить разрушение некоторых культурных памятников города.

## Предыстория
Антинацистские настроения в Австрии стали проявляться уже в декабре 1941 года после битвы за Москву, когда в Австрию прибыло большое количество демобилизованных солдат вермахта, ставших инвалидами. Антинацистские выступления отдельных граждан расследовались гестаповцами даже без особого рвения. Со временем число противников нацизма в Австрии выросло, но при этом поднимать восстание никто не спешил по причине страха перед вермахтом и СС.
29 марта 1945 советские войска вступили на территорию Австрии, находившейся тогда ещё в составе Германии, около Мариенбергского аббатства. Они направились в сторону Вены, которая была одним из стратегически важных городов Германии. Гитлер приказал укрепить город до предела и подготовить население к борьбе против советских войск до последнего человека. Чтобы инфраструктура города не досталась в руки противника, он ещё 19 марта издал приказ «Нерон», по которому все стратегически важные здания (даже памятники культуры) необходимо было заминировать и в случае опасного развития событий взорвать, чтобы советским войскам достались только обгорелые руины города. Так в Вене были заминированы многочисленные объекты: вокзалы, поезда, мосты, сигнальные башни, нефтяные цистерны, электростанции, склады с припасами, некоторые жилые здания и памятники культуры, которые могли служить ориентирами.

## Заговор
Чтобы предотвратить разрушение города, группа австрийских солдат и офицеров вышла на связь с советскими войсками и стала просить их о помощи. Лидером группы был майор вермахта Карл Соколл, чья невеста была еврейского происхождения и тем самым находилась в опасном положении в стране. Соколл участвовал в организации покушения на Гитлера 20 июля 1944, однако в самый разгар расследования сумел скрыться и не попал в руки правосудия. Соколл, будучи руководителем антинацистского движения «Австрия, пробудись!», вышел на связь с боевой группой O5 и офицерами XVII военного округа, которые были готовы нанести удар по гитлеровцам.
2 апреля 1945 старший фельдфебель Фердинанд Кез и ефрейтор Йоханн Райф (соответственно, писарь и шофёр майора Соколла) в полосе 9-й гвардейской армии 3-го Украинского фронта перешли линию фронта и связались с маршалом Фёдором Ивановичем Толбухиным. Они разъяснили, что планируют пробить брешь в немецкой обороне и открыть советским войскам дорогу на Вену: советские войска располагались к востоку от города, а Соколл и его соратники предлагали нанести удар с запада, где не ожидали появления советских сил. Советские войска взяли на себя обещание оказать помощь в эвакуации гражданского населения. Общее восстание было намечено на 6 апреля в 12:30. С руководством повстанцев была налажена радиосвязь.
Австрийцы в городе не теряли времени: генерал-майор Карл Бидерман, командир патруля в Большой Вене, проводил мероприятия по обезвреживанию зарядов на мостах. Однако 4 апреля 1945 Бидермана арестовали после того, как один из его подчинённых проболтался о грядущем восстании. Гитлеровцы вышли на след австрийских заговорщиков, хотя те этого не замечали. В ночь с 5 на 6 апреля заговорщики готовились захватить радиомачту Бизамберг на севере города, но вынуждены были отказаться от этих планов. Рано утром их схватили силы СС и гестапо: в руки фашистов попали капитан Альфред Хут и лейтенант Рудольф Рашке. Заговор был раскрыт.
8 апреля во Флоридсдорфе Бидерман, Хут и Рашке были повешены на фонарных столбах: на шеи им повесили таблички с надписью «Я помогал большевикам». Соколл, Кез и Райф чудом вырвались из рук гестаповцев и эсэсовцев: Соколл перебежал линию фронта и, прибыв в штаб 9-й гвардейской армии в Пуркерсдорфе, доложил Толбухину о провале восстания. В тот же день начался штурм Вены.

## Название операции
В документах советских спецслужб совокупность действий венских подпольщиков не обозначалась как операция вообще. По мнению генерал-лейтенанта А. А. Здановича название операции могли придумать сами подпольщики для повышения значимости задуманного, присвоив ей имя фельдмаршала Й. Радецкого.

## Последствия
С 6 по 13 апреля шёл штурм Вены, завершившийся успешным взятием города. В боях погибли примерно 19 тысяч немецких солдат и 18 тысяч советских. Усилиями заговорщиков часть города удалось спасти от разрушения.
Соколл после войны несколько раз арестовывался СМЕРШем, но затем отпускался. Он стал писателем, некоторое время его планировали выставить кандидатом в Президенты Австрии. Кез работал начальником венской полиции. Обоих удостоили высших государственных наград, в том числе званий почётных граждан страны.

## Память
- В 1964 году во Флоридсдорфе была установлена памятная доска в честь участников заговора.
- В 1967 году казарма имени императора Франца-Иосифа в 14-м районе Вены Пенцинг получила название Бидермана, Хута и Рашке.
- В 21-м районе Вены Флоридсорфе имена Карла Бидермана, Фердинанда Кеза, Рудольфа Рашке и Альфреда Хута носят улицы.